# István Kozma
István Kozma, madžarski feldmaršal, * 1896, † 1951.